# Hugues de Montrelais
Hugues de Montrelais, le Jeune (ou Montelais), dit le « cardinal de Bretagne », est un cardinal français né vers 1315 à Montrelais en Bretagne et mort le 29 février 1384 à Avignon.

## Biographie
Hugues de Montrelais est le fils aîné de Renaud de Montrelais, seigneur de Château-Thébaud, et de Marie d'Ancenis. Il a un frère cadet Jean de Montrelais qui fut également évêque de Vannes jusqu'en 1382 puis de Nantes jusqu'à sa mort le 13 septembre 1391, eurent un frère utérin, également religieux : Bonabes II de Rochefort (†.1397), futur évêque de Nantes . 
Hugues de Montrelais est chantre, archidiacre de la Mée et doyen du chapitre de Nantes, prévôt de l'abbaye Saint-Martin de Vertou au diocèse de Nantes et prieur de Marsay ou Marçay en Poitou. Il est nommé en 1354 évêque de Tréguier et il reçoit Charles de Blois,  libéré  dans sa cité épiscopale avant d'être transféré au diocèse de Saint-Brieuc en 1357. Il est désigné en 1354 comme évêque de Nantes sans être confirmé et il doit s'effacer devant Robert Paynel.
En 1363, il nomme Pierre de Boisboissel, capitaine du fort de Saint-Brieuc.
Montrelais est chancelier de Bretagne de 1366 à 1369. Partisan de Charles de Blois, il est détesté par le duc Jean IV. Il est créé cardinal par le pape Grégoire XI lors du consistoire du 20 décembre 1375. Le cardinal de Montrelais participe aux deux conclaves de 1378, lors desquels sont élus Urbain VI et l'antipape Clément VII ; il rejoint l'obédience d'Avignon de l'antipape. Il est déposé par le pape Urbain VI quelques jours avant sa mort en 1384.